# Манойлович, Воислав
Воислав Манойлович (серб. Војислав Манојловић; 11 января 1925, Баня — 14 сентября 1944, Велики-Шилеговац) — югославский сербский партизан времён Народно-освободительной войны, Народный герой Югославии.

## Биография
Родился 11 января 1925 в деревне Баня близ Аранджеловаца. До войны был простым крестьянином. На фронте с 1943 года, член Союза коммунистической молодёжи Югославии с 1942 года.
Нёс службу пулемётчиком в 3-й роте 3-го батальона 3-й сербской пролетарской ударной бригады, был заместителем командира роты.
Погиб 14 сентября 1944 в битве с четниками на секторе Гаглово-Капиджия близ Великого-Шилеговца. Ещё при жизни был награждён Орденом Партизанской Звезды III степени. 12 января 1945 посмертно награждён Орденом Народного героя Югославии.